# Lupin III - La leggenda dell'oro di Babilonia
Lupin III - La leggenda dell'oro di Babilonia (ルパン三世 バビロンの黄金伝説?, Rupan Sansei - Babiron no ōgon densetsu) è un film d'animazione del 1985 diretto da Seijun Suzuki e Shigetsugu Yoshida.
Si tratta del terzo lungometraggio d'animazione giapponese con protagonista Lupin III, personaggio ideato da Monkey Punch. È uscito nei cinema giapponesi il 13 luglio del 1985.
È stato trasmesso per la prima volta in Italia, diviso in due parti, su Rete 4, il 1º e il 2 gennaio 1987, in versione censurata.
Ispirato alla terza serie anime di Lupin III, è l'unico film in cui il ladro protagonista indossa la giacca rosa.
Ne è stato tratto un videogioco per MSX, Babylon no ōgon densetsu, dove però il personaggio indossa la giacca rossa (tranne che nella copertina, dove è rosa).

## Trama
Il boss italiano della mafia di New York Marciano e il suo cinico e spietato socio Kowalsky, stanno cercando l'Oro di Babilonia, il tesoro più straordinario del mondo, che si dice fu nascosto prima che il paese finisse distrutto dall'invasione dei Persiani, intorno al 500 a.C.. Anche il noto ladro internazionale Lupin III è sulle tracce del suddetto tesoro e scopre che la sua amica Rosetta, una strana vecchina che beve troppo e vaga ripetendo una canzone misteriosa, ha conosciuto i principali uomini di potere che hanno tentato invano nel ritrovare l'oro (Alessandro il Grande, Napoleone Bonaparte e Adolf Hitler) e che quindi dovrebbe tecnicamente avere moltissimi anni. Intanto l'immancabile ispettore Zenigata, acerrimo inseguitore di Lupin, riceve l'incarico di occuparsi di un concorso di bellezza internazionale dove verrà selezionata la poliziotta più bella del mondo tra molte provenienti da ogni angolo del pianeta. Terminato il concorso Zenigata ha di nuovo il permesso di occuparsi di Lupin, accompagnato da un agguerritissimo gruppo di prorompenti poliziotte dell'Interpol; con questa squadra tutta al femminile l'ispettore è sicuro che stavolta riuscirà ad acciuffare l'arcinoto ladro.
Il ladro, nel corso delle sue ricerche, ipotizza che alcune rarissime tavole babilonesi, trovate dal padre di Marciano sotto il Madison Square Garden di New York, abbiano un legame con la caduta accidentale e la sepoltura del tesoro da parte di una divinità. Durante il viaggio sul treno da Parigi per andare a Babilonia (in Mesopotamia), Lupin e i suoi soci Daisuke Jigen e Goemon Ishikawa XIII vengono attaccati sia dagli uomini di Marciano che dalle ragazze di Zenigata, riuscendo comunque ad averne la meglio. Una volta giunti a Babilonia, Lupin, Jigen, Goemon e Fujiko Mine raggiungono la zona dove il professor Tartini, un archeologo ingaggiato già altre volte da Marciano, ha trovato l'antichissima Torre di Babele, ove si suppone sia nascosto il tesoro della leggenda. Sebbene la torre non sia visibile in superficie, dato che è affondata nella sabbia del deserto, Lupin e la sua banda attendono che sia notte in modo da potercisi introdurre con il favore delle tenebre. Il ladro, ricordatosi la canzone di Rosetta, riesce a superare le trappole mortali a difesa del tesoro: tre precipizi che comunicano con tre determinate camere, la prima colma di enormi speroni appuntiti, la seconda piena di coccodrilli e la terza un baratro senza fondo. Giunge infine in una stanza dove trova una leva camuffata da appoggia-candelabro e una volta abbassata recupera un grosso leone d'oro alato, nascosto nei meandri della torre, fuggendo poco prima che la stanza crolli su se stessa. Gli uomini di Marciano lo aspettano fuori per poterlo eliminare, ma Lupin supera perfino questo ostacolo, trasporto via insieme al tesoro da un gigantesco aquilone attaccato ad una jeep guidata da Jigen e Goemon. Fujiko tuttavia si impossessa del leone e fugge aiutata da un miliardario arabo, che ha sedotto. In seguito Lupin, Goemon e Jigen vengono attaccati e inseguiti dalla squadra di poliziotte di Zenigata, ma anche in questo caso riescono a scappare. Alla fine Marciano e Kowalsky rapiscono la fedifraga Fujiko e recuperano il prezioso leone d'oro.
Lupin, ritornato a New York City, ha compreso che tutto il resto dell'oro si trova nel sottosuolo della città, proprio sotto il sopracitato Madison Square Garden dove erano state ritrovate le antiche tavole e, informato da Rosetta, si precipita a salvare Fujiko dalle grinfie di Marciano e di Kowalsky. I due malviventi tendono una trappola a Lupin e minacciano di uccidere Fujiko, al che il ladro decide di arrendrsi e Kowalsky, bramoso di tenere per sé il leone, uccide Marciano a tradimento per poi gettare Lupin e Fujiko nel fiume sottostante il grattacielo. I due riescono a salvarsi e a ritornare in superficie, ma non prima che Lupin si renda conto che la vera Torre d'Oro di Babele si trova proprio nella voragine dove scorre il fiume, sotto il palazzo di Marciano. Kowalsky muore a causa di una cassetta esplosiva che si era lasciato alle spalle Lupin e quest'ultimo, insieme a Fujiko, Jigen e Goemon, assiste all'arrivo della navicella spaziale di Rosetta: quest'ultima è infatti un'aliena estremamente longeva, inviata sulla Terra per ritrovare la Torre dopo che un malaugurato incidente la fece precipitare dove ora si trova New York City migliaia di anni fa. Per tutto questo tempo Rosetta ha cercato la Torre, sfruttando anche i migliori conquistatori del mondo che volevano trovare il mitico tesoro, ma Lupin è stato l'unico in grado di capire dove si trovasse. L'astronave, che viaggia assieme alla Cometa di Halley, adesso può finalmente rimpadronirsene ed attratta da un segnale di Rosetta comincia a recuperare la Torre con un raggio traente. Rosetta, triste per dover dire addio a Lupin, di cui è innamorata, ma al contempo felice di poter ritornare sul suo pianeta, ringiovanisce a vista d'occhio fino a tornare la splendida fanciulla che era e si ricongiunge coi suoi compagni. Lupin, convinto da Fujiko a restituire la Torre al pianeta a cui appartiene, ossia la Terra, disintegra lo strumento dal quale partiva il segnale di Rosetta, causando la disgregazione della Torre e facendone piovere tutti i frammenti d'oro sulla baia della città. Alla fine le poliziotte di Zenigata sciolgono la loro collaborazione con l'ispettore (data la sua stupidità) e Fujiko ringrazia Lupin, baciandolo.

## Colonna sonora
La colonna sonora di questo film è stata composta da Yūji Ōno ed è disponibile in 2 edizioni:
- Lupin III Legend of Gold of Babilon - Original Soundtrack (33C35-7555, Nippon Columbia, 1985)
- Lupin the 3rd Chronicle: Lupin III - The Legend of the Gold of Babylon - Music File (COCX-32535, Nippon Columbia, 2004)

La sigla di testa e brano portante del film è MANHATTAN JOKE, cantata da Naoko Kawai.

## Distribuzione

### Titoli
È conosciuto in Giappone con il seguente titolo:
- (ルパン三世 バビロンの黄金伝説?, Rupan Sansei - Babiron no ōgon densetsu, lett. "La leggenda dell'oro di Babilonia")

in Italia:
- La leggenda dell'oro di Babilonia (edizione home video)
- L'oro di Babilonia (edizione televisiva)

in Francia
- Edgar de La Cambriole - L'Or de Babylone (lett. "L'oro di Babilonia", da IPD Home video)

e negli USA
- Rupan III - The Legend of the Gold of Babylon (lett. "La leggenda dell'oro di Babilonia", da Animeigo)
- Lupin the Third Legend of the Gold Babylon (lett. "La leggenda della Babilonia d'oro", da Discotek Media)

### Edizione italiana
L'edizione italiana è stata realizzata nel 1986 dalla MI.TO. Film, sotto la direzione di Vittorio Di Prima. La versione italiana presenta un'edizione molto censurata del film già in pre-fase di doppiaggio, e fu realizzata contestualmente al secondo doppiaggio de La pietra della saggezza, al secondo doppiaggio della prima serie e al primo doppiaggio della terza. A causa di un errore di doppiaggio l'ispettore Zenigata viene doppiato da Maurizio Mattioli nella scena in cui fa da conduttore al concorso di bellezza, nonostante nel resto del film avesse la voce di Enzo Consoli. 
Nel 2021, in occasione della trasmissione streaming del film su Prime Video, sono state doppiate anche le parti mancanti dell'edizione precedente, usando però dei doppiatori diversi rispetto al resto della pellicola.

#### Censure
Dato che Lupin III è conosciuto e seguito anche da molti bambini e ragazzi italiani, il film (così come le serie anime) ha subito numerose censure per non impressionare o turbare gli spettatori minorenni. Nella versione televisiva del film, sono state censurate varie sequenze per un totale di 10 minuti di pellicola. Le sequenze scartate riguardano soprattutto Fujiko e le poliziotte della squadra di Zenigata in momenti di nudità o semi-nudità, ed includono anche delle scene crude. Ecco un elenco delle sequenze censurate, tutte raccolte in ordine cronologico:
- Kowalsky sculaccia per punizione alcuni suoi sottoposti con una paletta schiacciamosche, squarciando i loro pantaloni ma senza ucciderli (in quanto Kowalsky non ha liberato il terribile veleno contenuto nello strumento).
- Parte della scena in cui Fujiko e Marciano sono in cima al palazzo di quest'ultimo: lui si sfila l'anello dal dito e lo getta nella piscina, tentando di convincerla a fidanzarsi con lui, ma Fujiko (vestita di un semplice bikini) gli risponde per l'ennesima volta che lo amerà solo se troverà l'Oro di Babilonia.
- Subito dopo la scena della piscina, Fujiko ha terminato di fare la doccia e incomincia a vestirsi, mentre alla spalle di lei Lupin entra di soppiatto.
- Dopo che Marciano scopre la macchina fotografica nascosta nel ciondolo di Fujiko, egli le strappa la vestaglia di dosso, lasciandola quasi nuda, e la pugnala. Poi la ragazza si gonfia come un palloncino, fino a scoppiare. In seguito si scopre che la ragazza era in realtà Lupin travestito.
- Una sequenza di pochissimi secondi: Jigen viene inseguito nelle fogne di Parigi e Kowalsky (armato di un lanciafiamme) incendia e uccide per errore uno dei suoi uomini, scambiandolo per Jigen. Si capisce dall'inusuale urlo del doppiatore originale dell'uomo che muore ustionato.
- Durante lo scontro sul treno sono presenti due momenti censurati. Il primo riguardava Tsing Jao, una poliziotta dell'Interpol, che attacca Goemon e questi arrossisce alla vista degli slip sotto la gonna della ragazza alzata dal vento; alla fine la bella cinese capisce che il samurai si è imbarazzato a causa di ciò. Il secondo riguarda una coppia sorpresa in un momento di intimità in cabina, mentre Lupin e Jigen vengono inseguiti dai sicari.
- Entrato nella falsa Torre di Babele e quasi caduto nel primo precipizio, Lupin accende la torcia e scopre che in fondo alla voragine c'è una camera piena di speroni e di scheletri, per poi tornare di sopra.
- Nel terzo precipizio Lupin vede l'immagine di una ringiovanita Rosetta, vestita solo di un completo trasparente; essa rivela al ladro di essere sulla Terra da molti secoli e mandata dai suoi compagni per ritrovare il tesoro. La sua unica occasione per rivedere la sua patria si verifica ogni 76 anni e qui Lupin ipotizza che Rosetta attende l'arrivo della Cometa di Halley. Poi Rosetta si mette a piangere e Lupin cerca di abbracciarla per confortarla, ma lei si dissolve. Lupin si sveglia dunque da questo sogno.
- Le ragazze di Zenigata si spogliano all'arrivo dei carri armati dell'esercito di Dubai, mostrando i loro corpi ai soldati, seducendoli e sequestrandogli i carri armati. In questa sequenza le poliziotte sono solo semi-nude (indossano i rispettivi costumi da bagno interi e bikini, già mostrati nella scena del concorso di bellezza).
- Durante la caccia nel deserto la russa Sakuskaya, una delle poliziotte, stritola Zenigata ficcandogli la faccia nel suo seno e lo stordisce momentaneamente.
- Una sequenza di qualche secondo: Fujiko indossa un bikini mentre il miliardario arabo si domanda del sommergibile di Marciano, comparso all'improvviso davanti al suo yacht.
- Kowalski uccide senza pietà uno scagnozzo, sculacciandolo con lo schiacciamosche avvelenato. Il malcapitato diventa improvvisamente cianotico e subito dopo muore. Alla fine Kowalsky ordina di portare via il suo corpo.
- Poco dopo aver rivelato a Fujiko di essere finiti dentro la vera Torre di Babele, Lupin risponde ad alcune domande della ragazza (vestita solo di un top bianco) e poi finiscono di nuovo trasportati dalla corrente del fiume.
- L'ultima sequenza censurata riguarda Fujiko mentre bacia Lupin: quest'ultimo è rimasto senza i pantaloni, dato che poco prima Zenigata lo aveva afferrato per le caviglie e allora Fujiko toglie la cintura a Lupin e questi se li sfila via, facendo cadere il poliziotto in mare (questa sequenza è presente anche in italiano e quindi non si capisce il motivo di tale taglio, in quanto non include immagini offensive per i minori).

### Edizioni home video

#### VHS
La VHS del film, in versione televisiva censurata, è uscita con Yamato Video. In seguito la stessa videocassetta è uscita anche in edicola con De Agostini per la collana "Japan Animation".

#### DVD
Nel 2004 la stessa Yamato Video ha pubblicato il film in DVD in versione integrale, con le parti censurate nell'edizione italiana reintegrate in lingua originale sottotitolate. La stessa edizione è stata ristampata per le edicole varie volte da De Agostini e il 2 dicembre 2011 con La Gazzetta dello Sport.
Il DVD contiene:
- Audio
  - Doppiaggio italiano 1.0
  - Doppiaggio giapponese 1.0
- Sottotitoli
  - Italiano
  - Italiano (solo parti censurate)
- Extra
  - Trailer italiano
  - Trailer giapponese 1
  - Trailer giapponese 2
  - Sigla d'apertura senza testo
  - Crediti italiani
  - Trailer Yamato

Il Blu-ray italiano esce per la prima volta il 20 ottobre 2022, insieme al DVD, sempre per Yamato Video.

## Accoglienza
Mike Toole dell'Anime News Network ha affermato di non aver apprezzato il film, avendo conosciuto Lupin come il "liscio, galante antieroe" de Il castello di Cagliostro e La cospirazione dei Fuma, mentre la versione di Lupin de La leggenda dell'oro di Babilonia è più vicina all'originale "ruvido, ubriaco, lascivo di Monkey Punch". Tuttavia, anni dopo, ha dichiarato che il film "diventa molto più fluido" dopo aver conosciuto le altre opere di Suzuki, in quanto regista noto per i suoi film bizzarri e stranamente strutturati. Paul Jensen, anch'egli dell'Anime News Network, ha ritenuto che la travagliata produzione del film fosse presente nel prodotto finale. Ha scritto che la sua trama contorta sia il risultato di tutti i cambiamenti dello staff, con il dramma, la commedia e le scene d'azione in competizione con l'attenzione del pubblico piuttosto che completarsi a vicenda. Jensen ha dichiarato che il film sembra una "poche storie non correlate montate insieme rispetto a un singolo film unificato".